# 朱異
朱異（?—257年9月26日），字季文，吳郡吳縣人。三国时代孫吴将领，東吳前將軍朱桓之子，官至鎮南將軍，在援救壽春諸葛誕時被孫綝殺害。

## 生平

### 潜破譎計
童年與張純和張儼三人皆因年幼而有文才而知名。長大後因父親朱桓為將而任郎。嘉禾六年（237年），因父親稱病到建業治療，以騎都尉暫領父親部隊。次年父親逝世，朱異繼承嘉興侯爵位。
赤烏四年（241年），朱異隨朱然進攻魏国的樊城，并建計破其外圍，還国拜为偏將軍。后率手下二千人掩破魏国廬江太守文欽設置要道的七個屯寨，斬首數百，遷揚武將軍。
赤烏十三年（250年），魏將文欽詐降，密書給朱異，希望他親自迎接。朱異看出文欽譎計，報告孫權；孫權認為不可排除他真心投降，若擔心是譎計，就領重兵以作防禦，於是派朱異與呂據督二萬人至北方邊境，而文欽果然不降。
建興元年（252年），遷鎮南將軍。同年，曹魏派遣胡遵、诸葛誕等進攻東興，太傅諸葛恪領四萬兵到東興防禦，朱異督水軍攻浮橋，魏軍不敵，從浮橋撤退，浮橋不勝負荷斷裂，大量魏軍在水中遇溺，於是大破魏軍。

### 違從戮命
太平二年（257年），曹魏征東大將軍諸葛誕在壽春起事叛魏，並派人質到東吳請求援兵，東吳得悉後十分高興，於是任命朱異假節，為大都督，領兵為壽春解圍，但在安豐遭到魏將州泰擊敗；孫綝不久又派朱異領丁奉等領兵再次前往壽春解圍，又被石苞和州泰等擊破，魏太山太守胡烈更奇兵突襲東吳糧秣所在的都陸，東吳糧秣盡毀。朱異軍缺糧，只得吃葛葉充飢。朱異撤回後，孫綝又分派三萬兵，命令朱異領兵死戰，朱異堅決不肯，孫綝大怒之下將朱異殺害。

## 評論
- 孙權：「本知季文定，見之復過所聞。」
- 《三國志》評：「呂據、朱異、施績咸有將領之才，克紹堂構。若（呂）范、（朱）桓之越隘，得以吉終，至於據、異無此之尤而反罹殃者，所遇之時殊也。」

## 延伸阅读
[在维基数据编辑]
 《三國志·卷56》，出自陳壽《三國志》
 《梁書·卷38》，出自姚思廉《梁書》
 《南史·卷62》，出自李延壽《南史》

| 官衔        | 官衔                     | 官衔                           |
| ----------- | ------------------------ | ------------------------------ |
| 前任： 全肅 | 孫吳鎮南將軍 256年—258年 | 繼任： 濮陽興 （皇帝孫休執政） |